# Consolée Uwimana
Consolée Uwimana (2023)

Link zum Bild

Consolée Uwimana ist eine ruandische Politikerin. Sie ist amtierende Ministerin für Gender- und Familienförderung (Minister of Gender and Family Promotion) der Republik Ruanda.
Uwimana war von 2003 bis 2013 Senatorin im Oberhaus Ruandas. In der Zeit war sie unter anderem Vorsitzende des ständigen Senatsausschusses für wirtschaftliche Entwicklung und Finanzen und wurde zur Generalsekretärin des Rwanda Women Parliamentary Forum (FFRP) gewählt. Am 2. April 2023 wurde sie mit 92,7 Prozent der Stimmen als erste Frau zum Vizevorstand des National Executive Committee gewählt. Am 12. Juni 2024 wurde sie im Zuge einer Kabinettsumbildung von Präsident Paul Kagame zur Ministerin für Gender- und Familienförderung ernannt. Sie ersetzte Valentine Uwamariya, die ins Umweltministerium wechselte.